# 佩吕埃勒
佩吕埃勒（法語：Perruel，法語發音：[pɛʁɥɛl]）是法国厄尔省的一个市镇，位于该省东北部，属于莱桑德利区。

## 地理
佩吕埃勒（49°25'42"N, 1°22'30"E）面积5.37 平方千米，位于法国诺曼底大区厄尔省，该省份为法国北部内陆省份，北起滨海塞纳省，西接奧恩省和卡爾瓦多斯省，南至厄尔-卢瓦省，东临瓦兹省、瓦兹河谷省和伊夫林省。
与佩吕埃勒接壤的市镇（或旧市镇、城区）包括：莱奥格、莱特吉沃、昂代勒河畔佩里耶、欧祖维尔叙里。

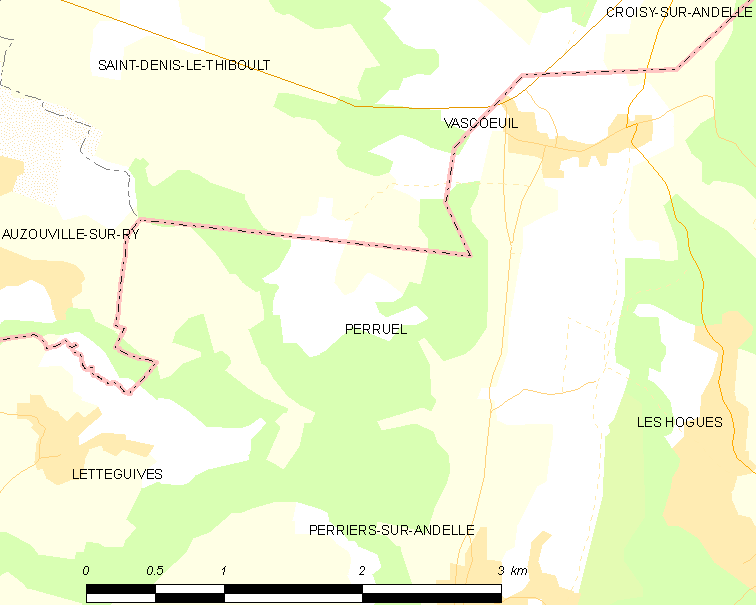
佩吕埃勒的OSM定位图

佩吕埃勒的时区为UTC+01:00、UTC+02:00（夏令时）。

## 行政
佩吕埃勒的邮政编码为27910，INSEE市镇编码为27454。

## 政治
佩吕埃勒所属的省级选区为昂代勒河畔罗米伊县。

## 人口

1962-2008年间佩吕埃勒人口变化图示

佩吕埃勒于2022年1月1日时的人口数量为466人。